# Делфи Хилс (Охајо)
Делфи Хилс (енгл. Delhi Hills) насељено је место без административног статуса у америчкој савезној држави Охајо.

## Демографија
По попису из 2010. године број становника је 5.259.
| Група             | 2000.    | 2010.         |
| Белци             | 0 (0,0%) | 5.065 (96,3%) |
| Афроамериканци    | 0 (0,0%) | 54 (1,0%)     |
| Азијати           | 0 (0,0%) | 49 (0,9%)     |
| Хиспаноамериканци | 0 (0,0%) | 28 (0,5%)     |
| Укупно            | 0        | 5.259         |